# 記利士洋樓
記利士洋樓是一座被列為文物的聯邦摩天大樓哥德式建築，內設酒吧、酒店、咖啡茶座及食肆，位於澳洲新南威爾斯州雪梨商業中心區約街77-79號。
記利士洋樓自啟用以來曾有過多種用途。它於1940年代初分租予澳洲聯邦政府，後於太平洋戰爭期間成為道格拉斯·麥克阿瑟將軍麾下的美軍駐雪梨總部。第二次世界大戰後，洋樓仍用於政府行政，並於1945年11月被聯邦政府徵用。

## 圖集

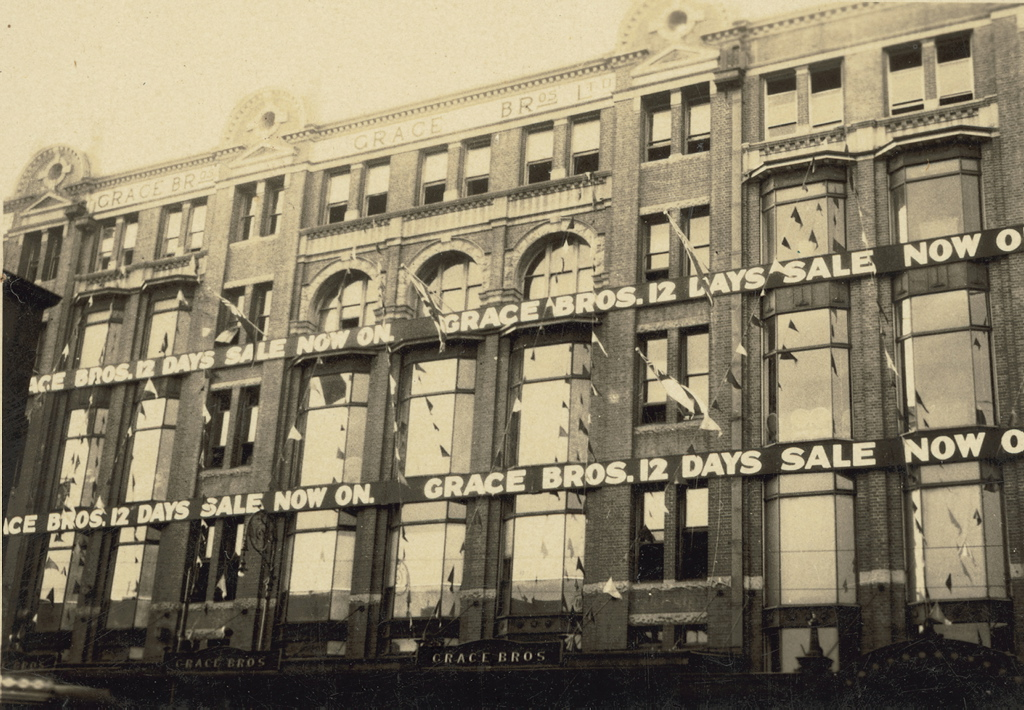
Grace Bros大店，攝於1930年代
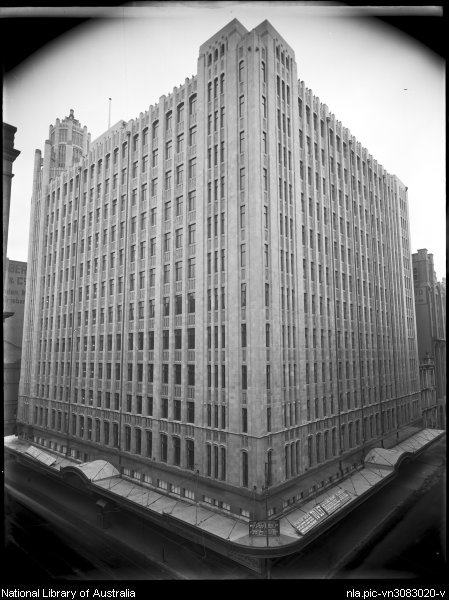
記利士洋樓，攝於1920至1940年代
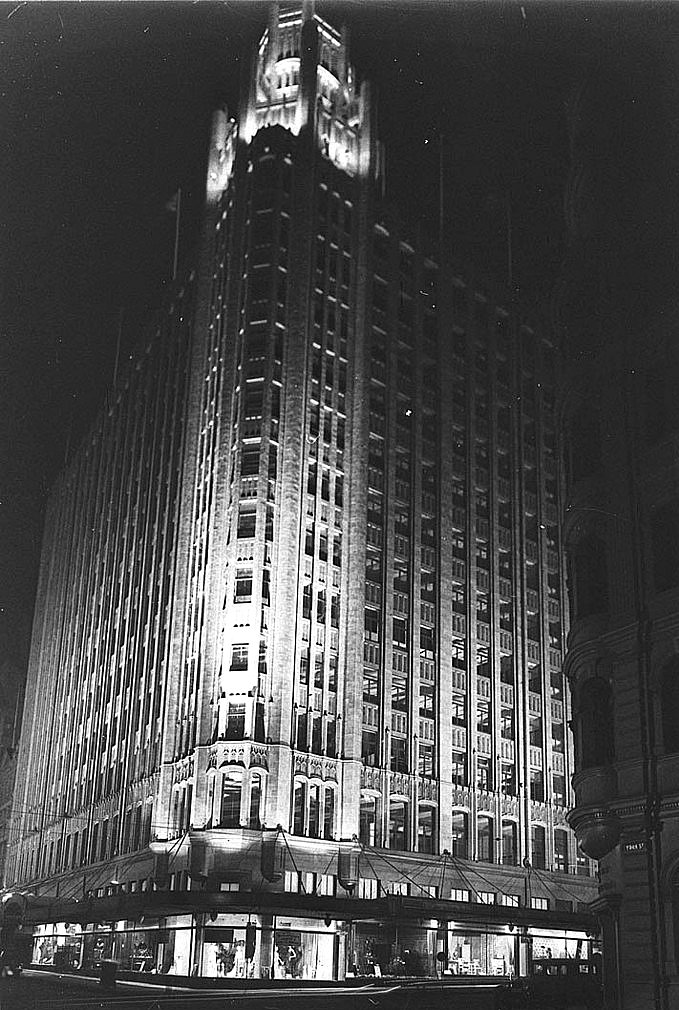
洋樓夜景，攝於約1930年
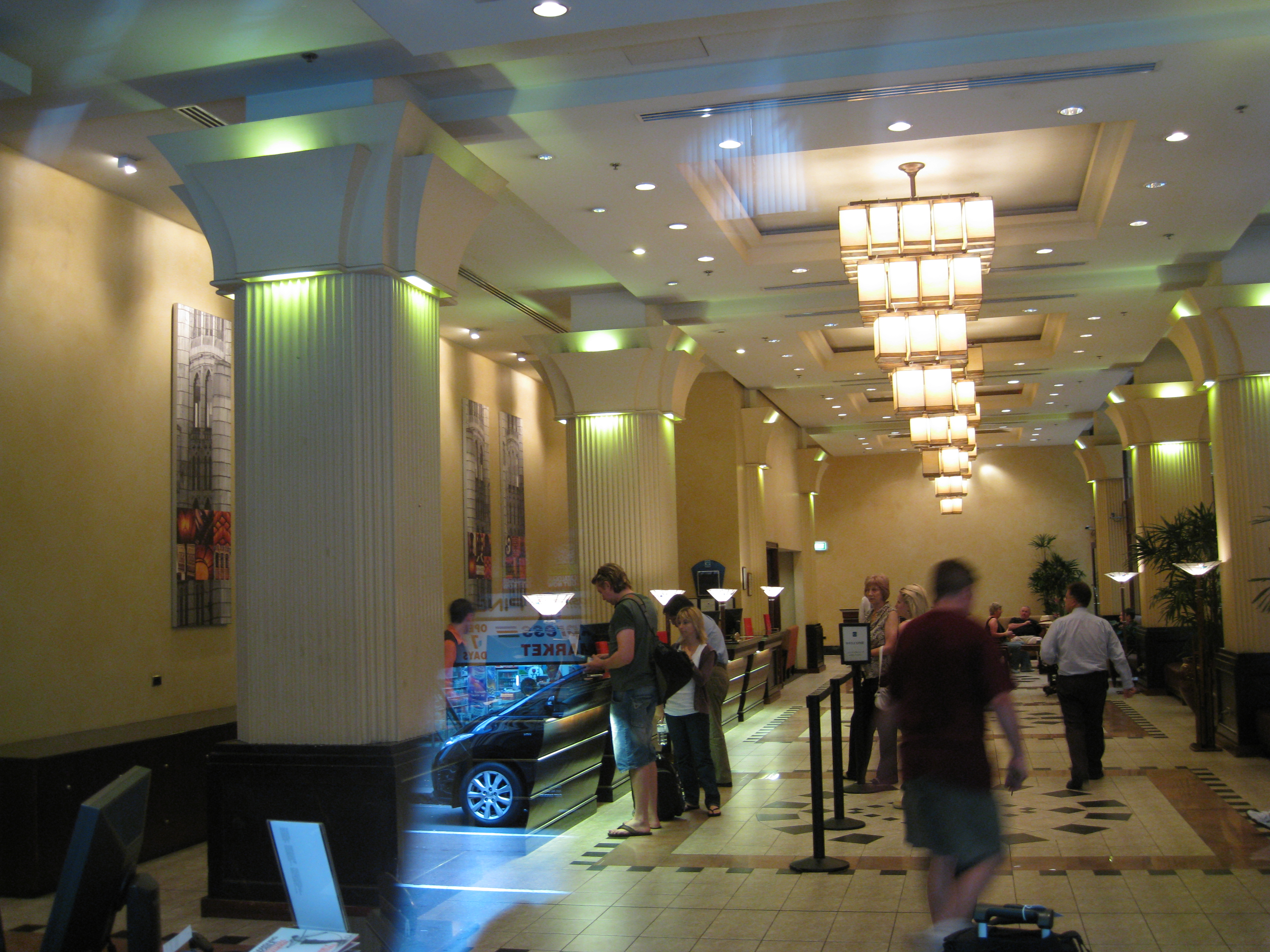
記利士雪梨酒店大堂，攝於2010年代
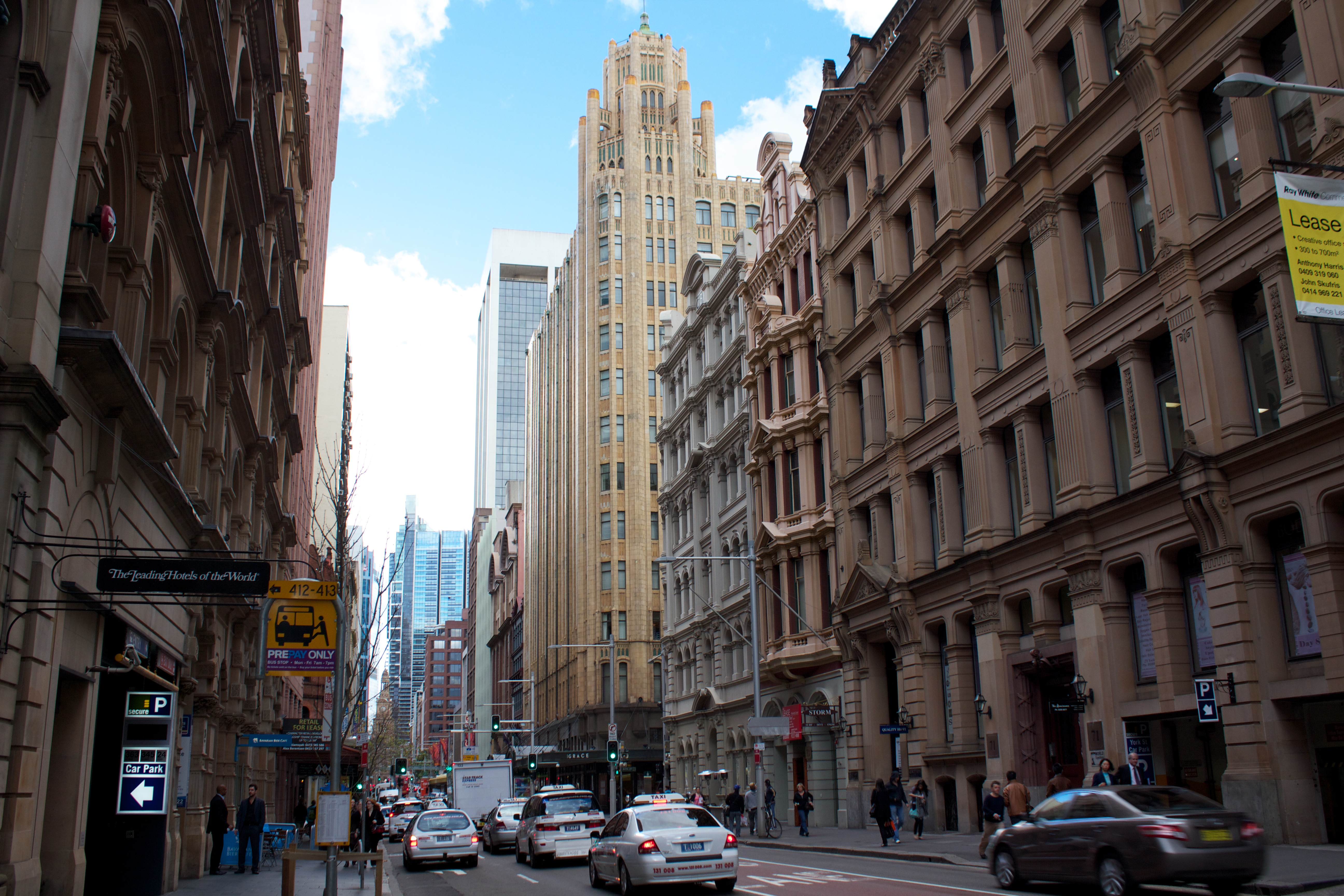
約街望洋樓
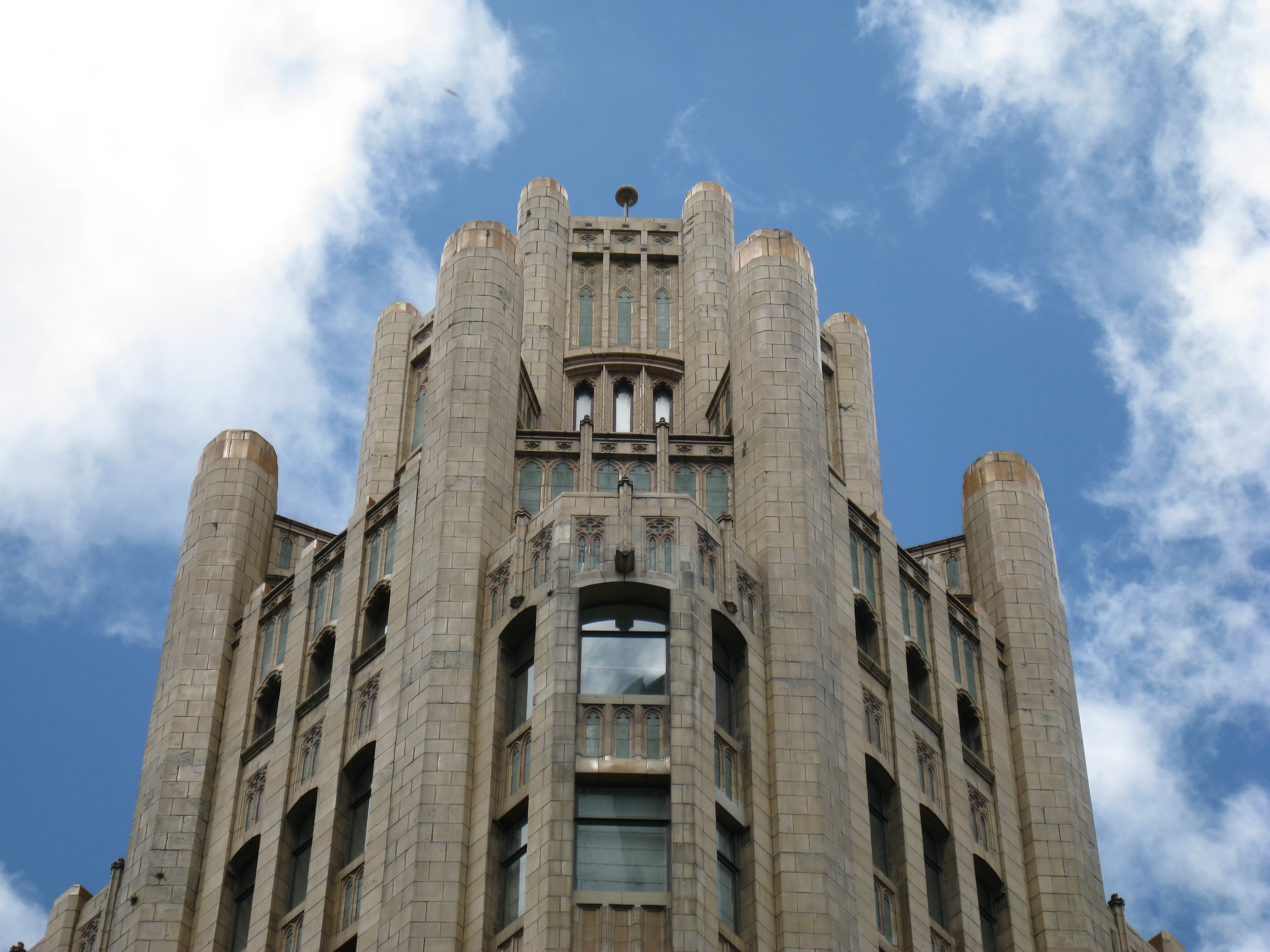
角樓頂部